# Almersberg (Gemeinde Neulengbach)
Almersberg ist eine Ortschaft und eine Katastralgemeinde der Stadtgemeinde Neulengbach in Niederösterreich. Die Ortschaft hat 97 Einwohner (Stand 1. Jänner 2024).

## Geografie
Das Dorf befindet sich nordöstlich von Neulengbach in einer sonnigen, nach Süden exponierten Lage. Es ist von Au am Anzbach über die Landesstraße L2265 erreichbar.

## Geschichte
Im Jahr 1822 wurde der Ort als Dorf mit acht Häusern erwähnt, das nach Neulengbach eingepfarrt war und wohin auch die Kinder eingeschult wurden. Die Herrschaft Neulengbach besaß die Ortsobrigkeit, übte die Landgerichtsbarkeit aus und besorgte die Konskription. Die Untertanen und Grundholde des Ortes gehörten den Herrschaften Neulengbach und Baumgarten.
Laut Adressbuch von Österreich war im Jahr 1938 in Almersberg ein Schuster ansässig. Bis zur Zusammenlegung mit Neulengbach war Almersberg ein Teil der damaligen Gemeinde Inprugg.